# Cenogenus antarctica
Cenogenus antarctica är en ringmaskart som först beskrevs av Monro 1930.  Cenogenus antarctica ingår i släktet Cenogenus och familjen Lumbrineridae. Inga underarter finns listade i Catalogue of Life.